# Ходирєв Валентин Васильович
Валенти́н Васи́льович Ходирєв (5 вересня 1923, Бююк-Сюйрен (нині село Танкове, Бахчисарайський район), Кримська АРСР — 26 березня 1944, Миколаїв, УРСР) — старший матрос, кулеметник 384-го окремого батальйону морської піхоти Чорноморського флоту. Учасник десанту Костянтина Ольшанського, Герой Радянського Союзу (1945).

## Біографія
Закінчив середню школу в місті Севастополі. Член ВЛКСМ.
У перші дні німецько-радянської війни вступив у батальйон народного ополчення. У 1941 році був призваний до лав Військово-морського флоту СРСР. Служив на есмінці «Кмітливий» на посаді зенітного комендора.
Брав участь в обороні Севастополя. Добровольцем вступив у бригаду морської піхоти і після місячного навчання в серпні 1942 року прибув на Північно-Західний фронт. Під містом Стара Русса Новгородської області в одній з атак був поранений.
В кінці березня 1944 року у десантному загоні під командуванням старшого лейтенанта К. Ф. Ольшанського висадився біля Миколаєва. Загинув, кинувшись з гранатами під німецький танк.
Похований у братській могилі в місті Миколаєві у сквері 68-ми десантників.